# 漢布利特維爾 (紐約州)
漢布利特維爾（英語：Hambletville）是位於美國紐約州特拉華縣的非建制地區。

## 歷史
漢布利特維爾的郵局於1881年設立，其後於1919年停運。

## 地理
漢布利特維爾所處的海拔為高於海平面325米（即1066英呎），而該地所採用的時區為UTC-5，即北美东部时区（EST）。同時該地設有夏令時間，為UTC-5調快一小時，即UTC-4（EDT）。